# 藤井隼
藤井 隼（ふじい はやと、3月14日 - ）は、日本の男性声優。神奈川県出身。81プロデュース所属。

## 人物
趣味・特技は、バイクツーリング、アウトドア、AV機器配線。

## 出演

### テレビアニメ
2016年
- マギ シンドバッドの冒険（男C）
- テイルズ オブ ゼスティリア ザ クロス（ロロ）
- 境界のRINNE（男性試験官）
- 怪盗ジョーカー（大統領）
- なめこ〜せかいのともだち〜（なめこフォンデュ）

2017年
- 小林さんちのメイドラゴン（ゴブリン）
- ゼロから始める魔法の書（盗賊B、魔術師C）
- フューチャーカード バディファイトX（レッドゼットB）
- アトム ザ・ビギニング（スタッフ）
- 縁結びの妖狐ちゃん
- ボールルームへようこそ（観客A）
- 天使の3P!（島民A）
- 血界戦線 & BEYOND（医療ヘリ操縦士）
- 銀魂.（2017年 - 2018年、バンダイナムコ社長、圓翔の兄）
- Fate/Grand Order -MOONLIGHT/LOSTROOM-（ダストン）

2018年
- ゆるキャン△（2018年 - 2021年、管理人） - 2シリーズ
- 刻刻（加藤）
- デュエル・マスターズ（2018年 - 2022年、キングダム・オウ禍武斗、ツイン"LES"ポール、無双の縛り 達閃、ベタボメガホン、マガン金剛〈Nワル.鬼〉 他） - 5シリーズ
- 蒼天の拳 REGENESIS（ゴロツキ）
- ウマ娘 プリティーダービー（観客）
- バジリスク 〜桜花忍法帖〜（男）
- グランクレスト戦記（エーラム兵隊長）
- 一人之下 全性篇（若い頃の張懐義）
- 銀河英雄伝説 Die Neue These 邂逅（ホーウッド）
- はねバド!（審判）
- パズドラ（警備員）
- ゆらぎ荘の幽奈さん（僧兵）
- 七星のスバル（冒険者）
- 天狼 Sirius the Jaeger（スレイブズ）
- プラネット・ウィズ（宇宙人(1)）
- キラキラハッピー★ ひらけ!ここたま（店員）
- RErideD-刻越えのデリダ-（男）
- バキ（店員）
- ソラとウミのアイダ（真の父）
- 中間管理録トネガワ（医師）
- RELEASE THE SPYCE（護衛B）
- INGRESS THE ANIMATION（警察無線、アズマティ族）
- ベルゼブブ嬢のお気に召すまま。（テレビ音声、男性）
- メルクストーリア -無気力少年と瓶の中の少女-（パルティシャン）
- 転生したらスライムだった件（2018年 - 2024年、戦士A、レイヒム） - 3シリーズ
- 殺戮の天使（警察官）

2019年
- 聖闘士星矢 セインティア翔（TVナレーター）
- キラッとプリ☆チャン（るいのおじいちゃん、スイートハニースタッフ）
- 盾の勇者の成り上がり（村人）
- 逆転裁判 〜その「真実」、異議あり!〜（係官）
- ひとりぼっちの○○生活（鶏A）
- Fairy gone フェアリーゴーン（保安隊 隊員、看守） - 2シリーズ
- 名探偵コナン（2019年 - 2020年、店長、従業員）
- ワンパンマン（ジャクメン）
- イナズマイレブン オリオンの刻印（グリース・ラウズ）
- ポチっと発明 ピカちんキット（おじさん）
- かつて神だった獣たちへ（少佐、村人B、隊長、警官、ヴィック / サスカッチ 他）
- フルーツバスケット（2019年 - 2021年、弔問客、男） - 2シリーズ
- 炎炎ノ消防隊（2019年 - 2020年、第3消防官、第7隊員、住民、研究員、第2隊員） - 2シリーズ
- 旗揚!けものみち（実況、ハンター5）
- 食戟のソーマ シリーズ（2019年 - 2020年、男子生徒D、サポメンB） - 2シリーズ
- 慎重勇者〜この勇者が俺TUEEEくせに慎重すぎる〜（騎士団長）
- PSYCHO-PASS サイコパス 3（構成員、大男）
- バビロン（橋本〈捜査員〉）
- GRANBLUE FANTASY The Animation Season 2（業者）
- カードファイト!! ヴァンガード（2019年 - 2020年、震天竜 アストライオス・ドラゴン、チームメイト）

2020年
- Fate/Grand Order -絶対魔獣戦線バビロニア-（ダストン）
- とある科学の超電磁砲T（救急隊員）
- ソマリと森の神様（ハライソの村人）
- ドラえもん（テレビ朝日版第2期）（2020年 - 2021年、男、男性、大人）
- 白猫プロジェクト ZERO CHRONICLE（商人）
- ハクション大魔王2020（ピザ配達人）
- 恋とプロデューサー〜EVOL×LOVE〜（黒服）
- BORUTO-ボルト- NARUTO NEXT GENERATIONS（カクイ）
- 彼女、お借りします（岩船）
- キングスレイド 意志を継ぐものたち（侍従）
- ブラッククローバー（2020年 - 2021年、ポトロフ）
- ひぐらしのなく頃に業（2020年 - 2021年、役員） - 2シリーズ

2021年
- 魔術士オーフェンはぐれ旅 キムラック編（男達）
- バック・アロウ（村人A、レッカ兵士、ウォルストン手下C、村人、頭目 他）
- 蜘蛛ですが、なにか?（魔族軍「第三軍軍団長」ゴゴウ）
- 無職転生 〜異世界行ったら本気だす〜（冒険者、輩A、冒険者A） - 2シリーズ
- 異世界魔王と召喚少女の奴隷魔術Ω（ラージブラックドラゴン）
- Vivy -Fluorite Eye's Song-（演出家）
- カードファイト!! ヴァンガード overDress（僧侶）
- シャドーハウス
- やくならマグカップも（審査員）
- 死神坊ちゃんと黒メイド（オジさん）
- NIGHT HEAD 2041（男性アナウンサー）
- さんかく窓の外側は夜（管理人）
- 86-エイティシックス-（指揮官）
- 見える子ちゃん（化け物）
- SELECTION PROJECT（渡辺陽平〈ディレクター〉）

2022年
- 薔薇王の葬列（森の声C）
- 錆喰いビスコ（行商人、指揮官）
- 失格紋の最強賢者（宮廷魔導士B）
- ハコヅメ〜交番女子の逆襲〜（剣次）
- 処刑少女の生きる道（騎士、カイゼル）
- 境界戦機（ヤタガラス隊員）
- 異世界迷宮でハーレムを（ニードルウッド、ウドウッド、探索者、オークショニア）
- うたわれるもの 二人の白皇（ヤマト兵、ナコク兵）
- はたらく魔王さま!!（2022年 - 2023年、ビーストデモノイド / 将軍） - 2シリーズ
- 勇者パーティーを追放されたビーストテイマー、最強種の猫耳少女と出会う（冒険者A、冒険者C）
- デュエル・マスターズ WIN（2022年 - 2024年、鉄仮面 / 轟炎の竜皇 ボルシャック・カイザー / 覇炎竜 ボルシャック・ライダー / 竜皇神 ボルシャック・バクテラス） - 2シリーズ
- 不滅のあなたへ（2022年 - 2023年、ウラリス兵、レンリル兵）
- VAZZROCK THE ANIMATION（監督）
- チェンソーマン（子分D）

2023年
- 陰の実力者になりたくて!（ルード）
- シュガーアップル・フェアリーテイル（妖精商人）
- もののがたり（鉤縄）
- アルスの巨獣（ヤマビト）
- 弱虫ペダル LIMIT BREAK（観客）
- 吸血鬼すぐ死ぬ2（オオゼンラ）
- 文豪ストレイドッグス（支店長、客C、大使A、秘書） - 2シリーズ
- 火狩りの王（2023年 - 2024年、神族、火狩り、群衆の声、乗員） - 2シリーズ
- ノケモノたちの夜（悪魔）
- 機動戦士ガンダム 水星の魔女（サリウスのSP）
- デッドマウント・デスプレイ（三纂メンバー、三纂、工作員、火吹き蟲たち、火吹き蟲） - 2シリーズ
- 地獄楽（町人B）
- ゴールデンカムイ（次郎）
- 自動販売機に生まれ変わった俺は迷宮を彷徨う（蛙人魔B、負傷者D、悪党の親分、司会者、飲食店の店主E）
- アンデッドガール・マーダーファルス（男、記者、老人）
- Lv1魔王とワンルーム勇者（職員B）
- わたしの幸せな結婚（呪術師、呪術師たち）
- 七つの大罪 黙示録の四騎士（カッツ）
- ゴブリンスレイヤーII（グレーターデーモン）
- 新しい上司はど天然（田中）
- アンデッドアンラック（マフィア）
- アイドルマスター ミリオンライブ！（スタッフ）

2024年
- 治癒魔法の間違った使い方（グルド、グランドグリズリー）
- 望まぬ不死の冒険者（ロリス）
- 外科医エリーゼ（患者C）
- 青の祓魔師 シリーズ（夜魔徳） - 2シリーズ
- BEYBLADE X（老人、教授）
- HIGH CARD（兵士）
- 神は遊戯に飢えている。（隊長）
- Unnamed Memory（ウナイ）
- なぜ僕の世界を誰も覚えていないのか?（漆黒の悪魔）
- 異世界失格（兵士、ドワーフ）
- 逃げ上手の若君（瘴奸の父）
- 歴史に残る悪女になるぞ（男性）
- 最凶の支援職【話術士】である俺は世界最強クランを従える（手下B）
- 転生貴族、鑑定スキルで成り上がる（サムク隊長）
- メカウデ（解放されたメカウデ、カガミ父）
- 甘神さんちの縁結び（黒服）

2025年
- SAKAMOTO DAYS（黒服、鬼ヶ原）
- 全修。（町民たち、伐隊たち）
- 俺だけレベルアップな件 Season 2 -Arise from the Shadow-（職員）
- マジック・メイカー 〜異世界魔法の作り方〜（村民）
- ギルドの受付嬢ですが、残業は嫌なのでボスをソロ討伐しようと思います（ワーウルフ、カウンター長）
- LAZARUS ラザロ（取り立て屋2、ギャング、黒服、信者、工作員 他）
- 一瞬で治療していたのに役立たずと追放された天才治癒師、闇ヒーラーとして楽しく生きる（師団長）
- 九龍ジェネリックロマンス（店主）
- ウィッチウォッチ（猪狩弥十郎）
- 前橋ウィッチーズ（実行委員）
- Aランクパーティを離脱した俺は、元教え子たちと迷宮深部を目指す。（船員）
- ニャイト・オブ・ザ・リビングキャット（客、隊長）
- New PANTY & STOCKING with GARTERBELT（ビジネスマン、司令官、ゴースト）

### 劇場アニメ
2010年代
- さよならの朝に約束の花をかざろう（2018年、兵士）
- 劇場版 七つの大罪 天空の囚われ人（2018年、天翼人）
- ムタフカズ -MUTAFUKAZ-（2018年、マカベ）
- ANEMONE/交響詩篇エウレカセブン ハイエボリューション（2018年、通信）
- 劇場版シティーハンター 〈新宿プライベート・アイズ〉（2019年、PMC隊員）
- 劇場版 幼女戦記（2019年、兵士）
- 映画 プリキュアミラクルユニバース（2019年、魔物）
- プロメア（2019年）

2020年代
- 劇場版 七つの大罪 光に呪われし者たち（2021年）
- Fate/Grand Order -終局特異点 冠位時間神殿ソロモン-（2021年、ダストン）
- 劇場版 呪術廻戦 0（2021年、呪術師）
- 大雪海のカイナ ほしのけんじゃ（2023年）
- 機動戦士ガンダムSEED FREEDOM（2024年）
- 風都探偵 仮面ライダースカルの肖像（2024年、黒服K）

### OVA
- コードギアス 奪還のロゼ（2024年、東見燦士郎[6]）

### Webアニメ
2010年代
- 超次元変形フレームロボ（2015年、ウデプシー）
- DEVILMAN crybaby（2018年、デーモン2）
- ソードガイ The Animation（2018年、ダイバー1）
- トミカハイパーレスキュー ドライブヘッド 機動救急警察（2018年、作業員）
- ガンダムビルドダイバーズRe:RISE（2019年、ガザ3兄弟 長男）

2020年代
- 攻殻機動隊 SAC_2045（2020年、警官D）
- ベイブレードバースト スパーキング（2020年、記者）
- 極主夫道（2021年、店長）
- 爆丸ジオガンライジング（2021年、マタセクト）
- アイドルランドプリパラ（2022年、男子）
- 境界戦機 極鋼ノ装鬼（2023年、アーチー・ジョイス）
- BULLET/BULLET（2025年、施設長）

### ゲーム
2016年
- クロノスブレイド
- 幻想神域 -Cross to Fate-（クレメンス）
- 新約 アルカナスレイヤー
- ナイトスリンガー（三蔵法師、牛魔王）

2017年
- 逆転オセロニア（曹操）
- 白猫プロジェクト（ウッドロウ）
- Starblood Arena（バック）

2018年
- アトリエ オンライン 〜ブレセイルの錬金術士〜（スカルキャップ）
- 夜明けのベルカント（ハーディン・ウマル・マジド）

2019年
- アークザラッド R（グスタフ）
- Fate/Grand Order（2019年 - 2020年、ウィリアム・テル）
- 北斗の拳 LEGENDS ReVIVE（2019年 - 2023年、クラブ、カーネル）
- デュエル・マスターズ プレイス（悪魔神ロックデウス、憎悪の騎士ガミル、メテオ・ドラゴン、ガザリアス・ドラゴン、二角の超人、夜明けの超人）

2020年
- ディズニー ツイステッドワンダーランド（フロイド・リーチ〈4章低音〉）

2022年
- 夢職人と忘れじの黒い妖精（フェルド）
- レゴ スター・ウォーズ：スカイウォーカー・サーガ
- グランブルーファンタジー（ソシアリス）
- ノーモア★ヒーローズ3（バッドマン、ナレーション、ジェス・パディスト・5世）
- タクティクスオウガ リボーン
- 機動戦士ガンダム 鉄血のオルフェンズG（護衛、キンバル兵）

2023年
- アーマード・コアVI ファイアーズオブルビコン（ミドル・フラットウェル）

2024年
- グランブルーファンタジー リリンク
- ファイナルファンタジーVII リバース
- 真・女神転生V Vengeance（グラシャラボラス）

### ドラマCD
- THE IDOLM@STER MILLION THE@TER GENERATION 17 STAR ELEMENTS（2019年、審査委員長）

### オーディオドラマ
- #FFFFFF（2018年、宍倉竜一[13]）

### オーディオブック
- オーディオドラマ「天地明察」（2015年、井上正利）
- 最強職《竜騎士》から初級職《運び屋》になったのに、なぜか勇者達から頼られてます（2019年、ミーティアの店主 他）
- スチームヘヴン・フリークス（2020年、ゲイリー 他[14]）
- 世界最強の魔王ですが誰も討伐しにきてくれないので、勇者育成機関に潜入することにしました。第2巻（2020年、サランジュ子爵 他[15]）
- 脱兎リベンジ（2020年、菊間吾郎 他[16]）
- プロペラオペラ 1〜4（2020年 - 2022年、鬼束響鬼、ジェフリー・R・ウィンベルト 他[16][17][18][19]）
- マイダスタッチ〜内閣府超常経済犯罪対策課〜（2020年、大賀鬼次 他[20]）
- 塩対応の佐藤さんが俺にだけ甘い（2021年、押尾清左衛門 他 [21][22]）
- 前略、殺し屋カフェで働くことになりました。（2022年、四日市 他[23]）
- フィッターXの異常な愛情（2022年[24]）
- ウルトラマン青春記 フジ隊員の929日（2022年[25]）

### デジタルコミック
- 大人はわかってくれない。(2020年、佐伯[26])

### 吹き替え

#### 映画
- 悪魔のビンゴカード
- アトミック・ブロンド（ユーリ・バクティン）
- アンダーカバー・じーさん（ロッキー）
- イコライザー2（コバック〈ギャレット・A・ゴールデン〉[27]他）
- 移動都市/モータル・エンジン（デ・グロート〈ポール・イエーツ〉）
- ウーマン・キング 無敵の女戦士たち（ゲゾ王〈ジョン・ボイエガ〉[28]）
- ウェイ・ダウン（ウォルター・モアエランド〈リアム・カニンガム〉）
- ウェズリー・スナイプス コンタクト（マクアレン大佐）
- 王宮の夜鬼（パク従事官〈チョ・ウジン〉）
- オン・ザ・カム・アップ
- カラーパープル（ハーポ〈コリー・ホーキンズ〉[29]）
- キングコング:髑髏島の巨神（基地放送男[30]）
- クリスマスがくれたもの（ボール〈マーティン・ローチ〉）
- グレート・レイド 史上最大の作戦（シド・ウォジョ軍曹〈マックス・マーティーニ〉）
- クワイエット・プレイス 破られた沈黙（アンパイア〈ブレイク・デロング〉）
- ザ・コントラクター（ラスティ・ヘインズ〈キーファー・サザーランド〉）
- ザ・スクワッド（フェドール）
- ザ・フォーリナー/復讐者（リチャード・ブロムリー）
- ザ・ラスト・マーセナリー[31]
- シャドウ・イン・クラウド（トミー・ドーン〈ベネディクト・ウォール〉）
- ジャングル・クルーズ（ゴンサロ〈ダン・ダーガン・カーター〉[32]）
- ジュマンジ/ネクスト・レベル
- ジョシーとさよならの週末（グレッグ〈ブレット・ゲルマン〉）
- 砂の城（ロビンソン軍曹）
- 聖杯たちの騎士（トニオ〈アントニオ・バンデラス〉）
- セブン・シスターズ（ダッチ〈キャメロン・ジャック〉）
- 潜入者（ドミニク〈ジョー・ギルガン〉）
- ダブル/フェイス（バリー）
- でっかくなっちゃった赤い子犬 僕はクリフォード（ワトキンス署長〈タイ・ジョーンズ〉[33]）
- デンジャー・クロース 極限着弾 （砲兵、他）
- 独裁者（指揮官）
- ナイスガイズ!（オールドガイ〈キース・デイヴィッド〉）
- ナイル殺人事件（発見男）
- 長く熱い週末（エロル）
- ハイエナ・ロード（リルメン大将〈クラーク・ジョンソン〉）
- バーニング・オーシャン（ジェイソン・アンダーソン〈イーサン・サプリー〉）
- ピーターラビット2/バーナバスの誘惑（捕獲員1）
- ヒットマンズ・ワイフズ・ボディガード （アリストテレス・パパドポラス〈アントニオ・バンデラス〉）
- ファイナル・プラン (ジョン・ニヴェンス捜査官〈ジェイ・コートニー〉)
- フェーズ6※Netflix版
- 復讐（ビクター〈ボール・ライト〉）
- ブラッド・スローン（レッドウッド）
- フリー・ガイ[34]
- ベイビー・ドライバー（アーミー）
- ペンタゴン・ペーパーズ/最高機密文書（ジェームズ）
- ホイールマン 〜逃亡者〜 (ベン・オクリ〈ジェフリー・サマイ〉、他)
- 炎の裁き（ボンチャイ〈マッキンリー・ベルチャー3世〉）
- マーベル・シネマティック・ユニバース
  - ガーディアンズ・オブ・ギャラクシー:リミックス（2017年、チャーリー27〈ヴィング・レイムス〉[35]）
  - ブラックパンサー（2018年、ボーダー族長老〈ダニー・サパーニ〉[36]）
  - ブラックパンサー/ワカンダ・フォーエバー（2022年、ボーダー族長老〈ダニー・サパーニ〉[37]）
- 魔女がいっぱい（設備篝）
- ミッドナイト・ラン（アロンゾ・モーズリー〈ヤフェット・コットー〉[38]）※追加収録部分
- モービウス[39]
- ラスト・フル・メジャー 知られざる英雄の真実（レイ・モット〈エド・ハリス〉[40]）
- ランナウェイ ルナ、17歳の逃亡者（アンドレイ）
- ランボー ラスト・ブラッド（レンジャー、他）※劇場公開版
- ワイルド・スピード/スーパーコンボ（ギャング1[41]、他）
- ワイルド・スピード/ジェットブレイク[42]（ピットクルーD、他）

#### ドラマ
- アメリカン・ホラー・ストーリー（アンガス・T・ジェファーソン）
- ウォーキング・デッド（リチャード）
- 宇宙人ネッドのトークショー（タイラー）
- 客主（ソン・マンチ）
- クイーン・オブ・ザ・サウス 〜女王への階段〜（ビッグT）
- クォーリーと呼ばれた男（モーゼス）
- シー・ハルク:ザ・アトーニー
- シカゴ P.D.（モリース）
- 私立探偵マグナム（セオドア・“TC”・カルヴィン〈スティーブン・ヒル〉[43]）
- スリーピー・ホロウ シーズン4（ジェイク・ウェルズ）
- チャンネル・ゼロ キャンドル・コーヴ
- ツイン・ピークス The Return（ボブ）
- ドクター・フー スピンオフクラス（ドーソン）
- HAWAII FIVE-0 シーズン6（アキノ）
- フィアー・ザ・ウォーキング・デッド（クープ）
- フロンティア（シベリアン）
- HOMELAND シーズン6（エリアン・コトー）
- 星から来たあなた（パク・ビョンヒ）
- マーベル ランナウェイズ（ジェフリー・ワイルダー〈ライアン・サンズ〉）
- Marvel ルーク・ケイジ（アナンシ）
- Mr.イグレシアス（レイ）
- LUCIFER/ルシファー（ブラッド）
- REIGN/クイーン・メアリー（ウィリアム・セシル）

#### アニメ
- アダムス・ファミリー（館の精[44]）
  - アダムス・ファミリー2 アメリカ横断旅行![45]
- アルティメット・スパイダーマン（原始人）
- ガーディアンズ・オブ・ギャラクシー（ゴーゴン）
- きかんしゃトーマス（マックス、モンティ、乗客、白髪の男性、オーストラリアの作業員）
  - きかんしゃトーマス チャオ!とんでうたってディスカバリー!!
- 最後の召喚師 -The Last Summoner-（後輩の兄、男子生徒C、大木、樹人）
- ジェイコブと海の怪物
- シーラとプリンセス戦士（ホルダック）
- THE REFLECTION（ビーストシンク）
- ズートピア（オオカミのゲイリー[46]）
- スモールフット（行こう男[47]）
- バイオハザード: ヴェンデッタ（D.C.）
- ミラキュラス レディバグ&シャノワール（ガブリエル・アグレスト / ホーク・モス / スカーレット・モス/ シャドウ・モス / モナーク）
  - ミラキュラス・ワールド/ニューヨーク ユナイテッド・ヒーローズ（ガブリエル・アグレスト / ホーク・モス）
  - ミラキュラス・ワールド/上海 レジェンド・オブ・レディドラゴン（ガブリエル・アグレスト / ホーク・モス）

### 特撮
- 劇場版 仮面ライダーゼロワン REAL×TIME（2020年、ニュースキャスターの声）

### ナレーション
- (仮)TV
- 厳選通販選りすぐり
- 釣りビジョン
  - ITT（磯釣りトップトーナメンター）
  - 番組・番宣スポット
  - リレー番宣
- マルコメ hacco［ハッコ］（CM）
- マツコの知らない世界　(TBS)

### ボイスオーバー
- 日立 世界・ふしぎ発見!

### シリーズ一覧
1. ↑  第1期（2018年）、第2期『SEASON2』（2021年）
2. ↑  【デュエル・マスターズ（2017年版）】

第1期（2018年）、第2期『デュエル・マスターズ！』（2018年 - 2019年）、第3期『デュエル・マスターズ!!』（2019年 - 2020年）

【デュエル・マスターズ キング】

第2期『キング！』（2021年 - 2022年）、第3期『キングMAX』（2022年）
3. ↑  第1期（2018年）、第2期第1部（2021年）、第3期（2024年）
4. ↑  第1クール（2019年）、第2クール（2019年）
5. ↑  第1期『1st season』（2019年）、第3期『The Final』（2021年）
6. ↑  第1期（2019年）、第2期『弐ノ章』（2020年）
7. ↑  第4期『神ノ皿』（2019年）、第5期『豪ノ皿』（2020年）
8. ↑  『業』（2020年）、続編『卒』（2021年）
9. ↑  第1クール（2021年）、第2クール（2021年）
10. ↑  1st Season（2022年）、2nd Season（2023年）
11. ↑  第1期（2022年 - 2023年）、第2期『決闘学園編』（2023年 - 2024年）
12. ↑  第4シーズン（2023年）、第5シーズン（2023年）
13. ↑  第1シーズン（2023年）、第2シーズン（2024年）
14. ↑  第1クール（2023年）、第2クール（2023年）
15. ↑  第3期『島根啓明結社篇』（2024年）、第4期『雪ノ果篇』（2024年）

### 初出話一覧
1. 1 2 3 4 5  第1話初出
2. 1 2 3 4 5 6 7 8  第3話初出
3. ↑  第3期 第4話初出
4. ↑  第36話初出
5. ↑  第62話初出
6. ↑  第24話初出
7. 1 2 3  第5話初出
8. 1 2  第10話初出
9. 1 2  第6話初出
10. 1 2 3  第9話初出
11. 1 2 3 4  第2話初出
12. 1 2 3 4  第4話初出
13. ↑  第17話初出
14. 1 2 3  第8話初出
15. ↑  第12話初出
16. 1 2  第11話初出
17. ↑  第15話初出
18. ↑  第18話初出
19. ↑  第7話初出